# Hipestezja
Hipestezja (niedoczulica) – całkowity brak lub osłabienie czucia powierzchniowego (dotyku, wibracji, bólu lub temperatury), występujące w następstwie uszkodzenia nerwów obwodowych (dróg czuciowych) – lub zmniejszenia pobudliwości czuciowych zakończeń nerwowych, np. w przypadku wystąpienia trądu czy oparzeń.